# Alessandro dell'Antella
Alessandro dell'Antella, latinizzato come Alexander de Antella (prima metà del XIV secolo – prima del 1390), è stato un giurista e diplomatico italiano attivo dal 1355 al 1378.

## Biografia
Figlio di Giovanni dell'Antella, esponente di una nobile famiglia fiorentina attiva nella vita politica della città nel XIV secolo, studiò probabilmente all'Università di Padova intorno al 1350-55 come dimostra un documento del 1355 che lo nomina doctor legum (dottore di diritto). Carenti sono le notizie sulla sua vita privata e professionale e molte le contraddizioni che negli anni sono state a lui attribuite. Dalla documentazione pervenuta pochi sono i cenni sulla sua attività di commentatore canonista attesta nella matricola del Collegio patavino dei dottori giuristi. Nel 1363-1365 appare, nei registri dell'Archivio della Biccherna, professore di diritto canonico dello Studio senese, per poi risultare negli atti dell'Archivio del Concistoro (1365) dottore forestiere licenziato dal Comune di Siena per questioni di bilancio.
Rientrato a Firenze, dell'Antella si occupò della vita politica assumendo, durante guerra degli Otto Santi, il ruolo di ambasciatore avignonese (1376) per conto degli Otto di Guardia e Balia, affiancato da Pazzino di Francesco Strozzi e Michele di Valli. Successivamente le sue funzioni di legazione furono trasferite presso papa Gregorio XI (maggio 1377) e in seguito sotto Urbano VI, nuovo pontefice (maggio 1378).
Tra le sue opere canoniche pervenute risultano poche testimonianze tra cui una repetitio, che viene menzionata come Tractatus de rerum permutatione o Tractatus de permutatione beneficiorum ecclesiasticorum e delle additiones, come l'Additiones ad Iohannem Andreae super Clementinas conservata presso la Biblioteca apostolica vaticana. Esemplari manoscritti sono conservati presso la Biblioteca Nazionale Centrale di Firenze, la Biblioteca Apostolica Vaticana, la Biblioteca capitolare Feliniana e l'Universitätsbibliothek di Halle.
Incerta la data della morte, probabilmente prima del 1390, anno in cui compare un carme, Fiorenza mia, ch'io mi ritrovo, in Libro delle rime di Franco Sacchetti Lasso, in cui vengono ricordati alcuni membri illustri della famiglia dell'Antella.

## Opere
- Tractatus de rerum permutatione o Tractatus de permutatione beneficiorum ecclesiasticorum.

### Manoscritti
- Additiones ad Iohannem Andreae super Clementinas (Città del Vaticano, Biblioteca apostolica vaticana, Archivio S. Pietro, ms. A 29)
- Tractatus super permutationibus, XIV secolo, Napoli, Biblioteca Nazionale di Napoli, Fondo Nazionale, ms. I.H.16,  ff. 32-44.